# Vera Bondam
Augusta Veronica (Vera) Bondam (Den Haag, 13 oktober 1895 - Amsterdam, 1 juli 1982) was een Nederlandse actrice en hoorspelactrice. Van begin jaren tien tot en met begin jaren zeventig speelde zij rollen in diverse theaterstukken, hoorspelen en series.

## Hoorspelen
- Trilby (1949)
- Zijn held (1951)
- Herberg De Wereld (1957)
- Het schilderij (1958)
- Ontmoeting op Margraten (1965)

## Film en tv
- Een brief van de generaal (1966)
- Willeke... er was eens - Vrouw Holle (1973)